# Plac Wolności w Słubicach
Plac Wolności – jeden z placów w centrum Słubic. Mieści się na nim skwer ze starym dębem szypułkowym, stanowiącym pomnik przyrody, a poza nim również alejki spacerowe oraz ławki. Do placu Wolności przylegają bezpośrednio dwie ulice: Mikołaja Reja (od południowego zachodu) oraz Podchorążych (od północnego wschodu). Plac ten stanowi swoisty łącznik pomiędzy dwoma innymi, mianowicie placem Przyjaźni a placem Jana Pawła II.

## Historia
Przed 1945 rokiem dzisiejszy plac Wolności tworzył jedną całość z obecnym placem Bohaterów oraz Placem Jana Pawła II i nosił nazwę Neuer Markt, co w dosłownym tłumaczeniu z języka niemieckiego oznacza Nowy Rynek. Plac Jana Pawła II, przy którym mieści się siedziba Katolickiego Centrum Studenckiego w Słubicach, został wydzielony z placu Wolności historycznie jako ostatni.
Dnia 5 czerwca 2008 roku w centralnej części Placu Wolności uroczyście odsłonięto pomnik poświęcony „Kasi z Heilbronn” z okazji 10-lecia współpracy z partnerskim miastem Heilbronn. Mniej więcej w tym samym czasie plac doczekał się również monitoringu, na który składają się dwie kamery. W 2017 roku plac przeszedł modernizację.

## Galeria

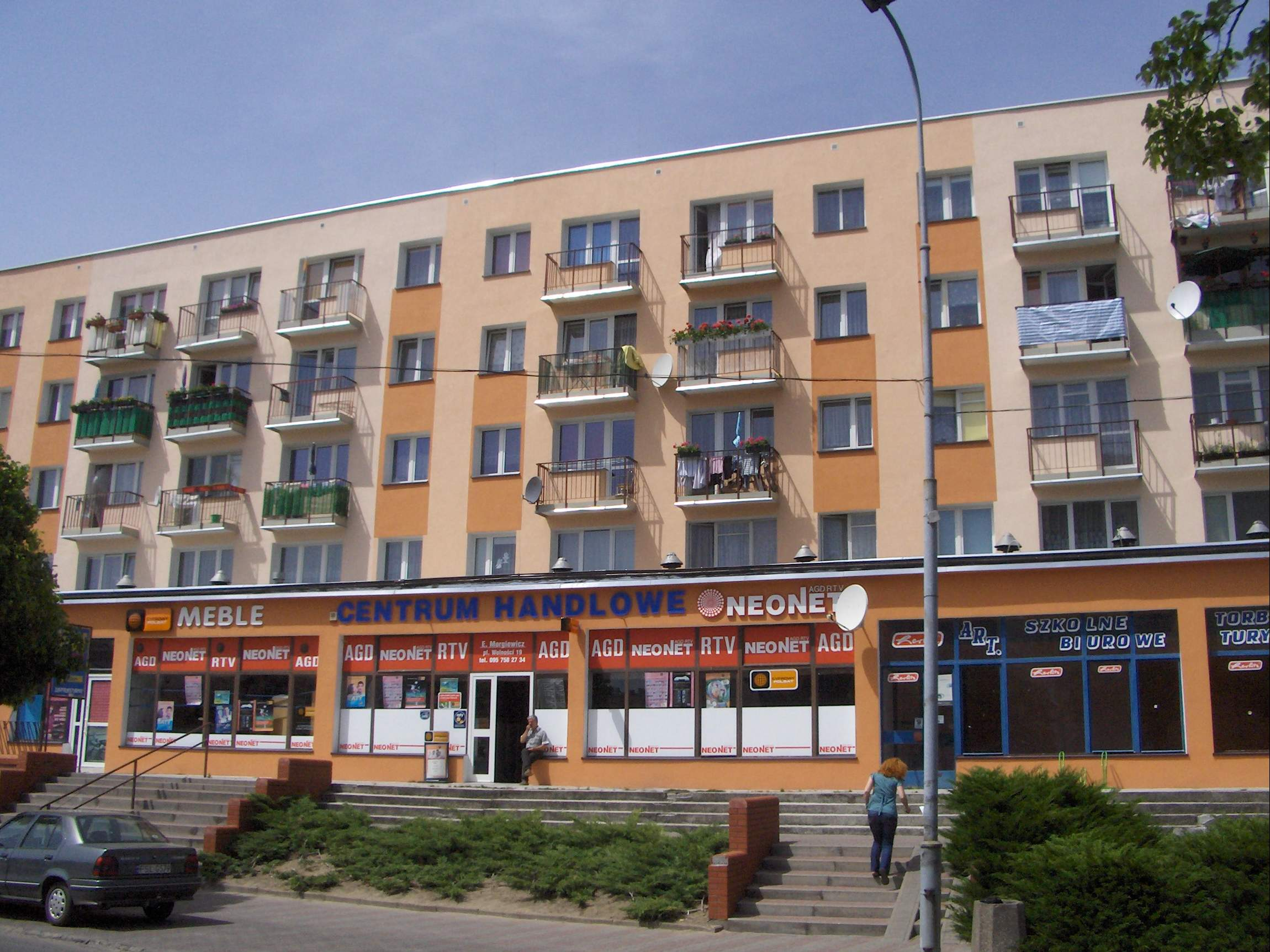
Budynek mieszkalny wraz z pasażem handlowym
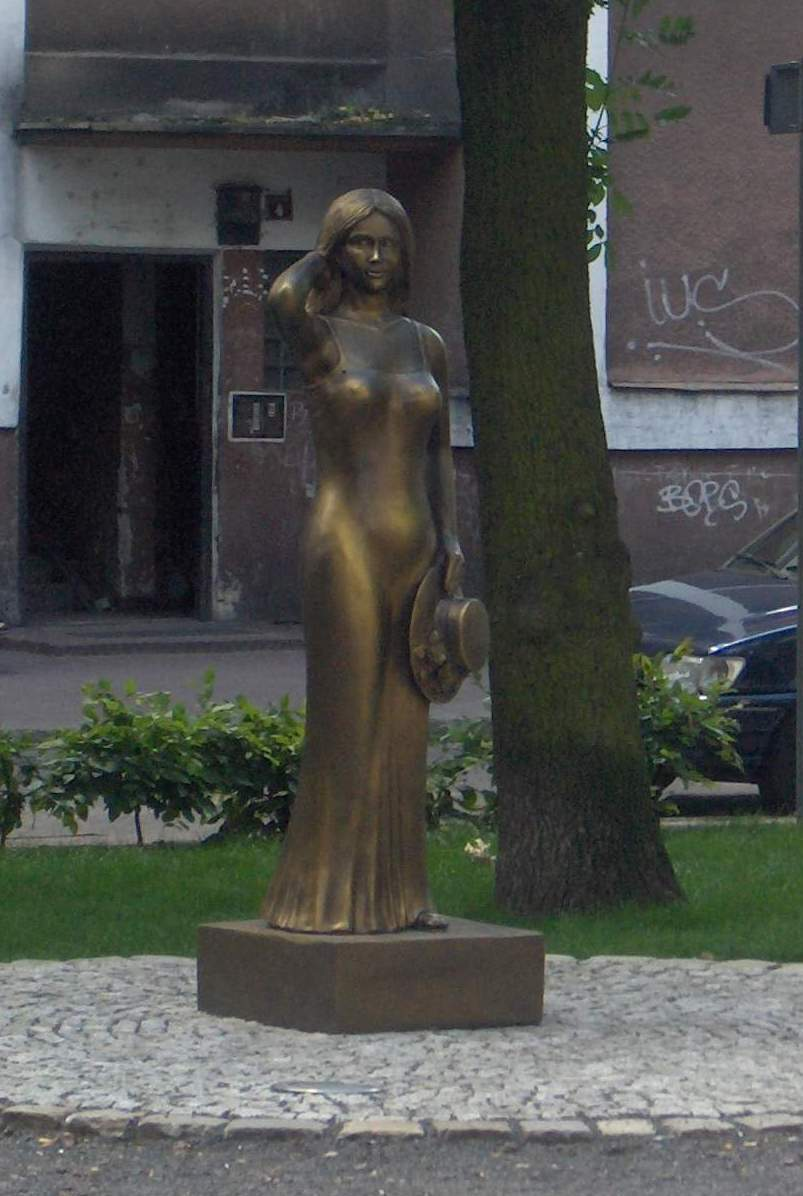
Pomnik Kasi z Heilbronn
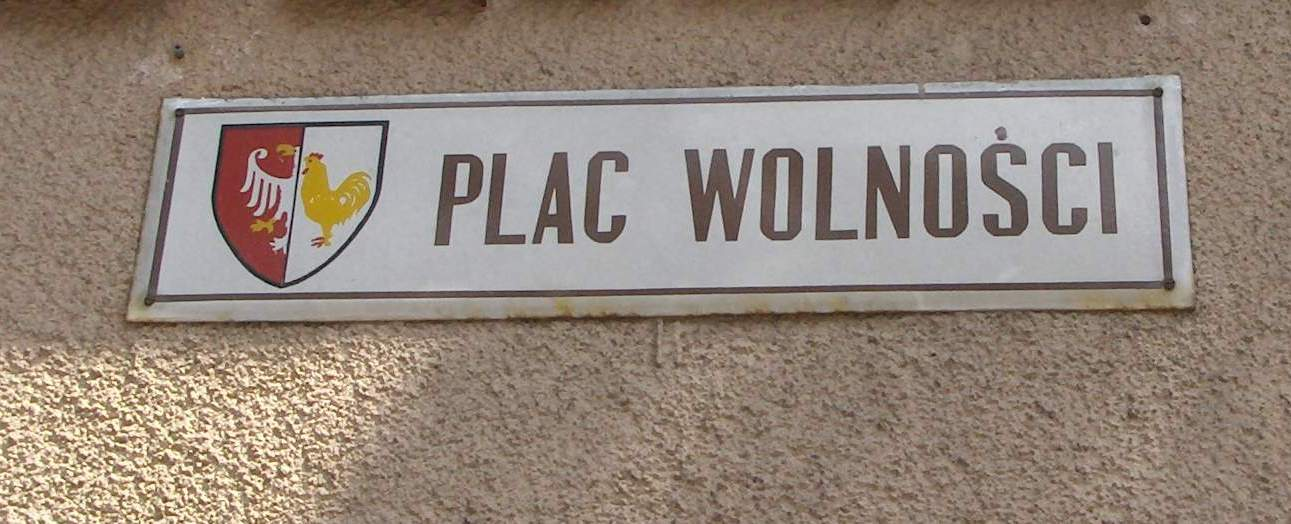
Tabliczka z nazwą placu, widniejąca na jednym z budynków stojących w jego obrębie (po lewej stary herb miasta)
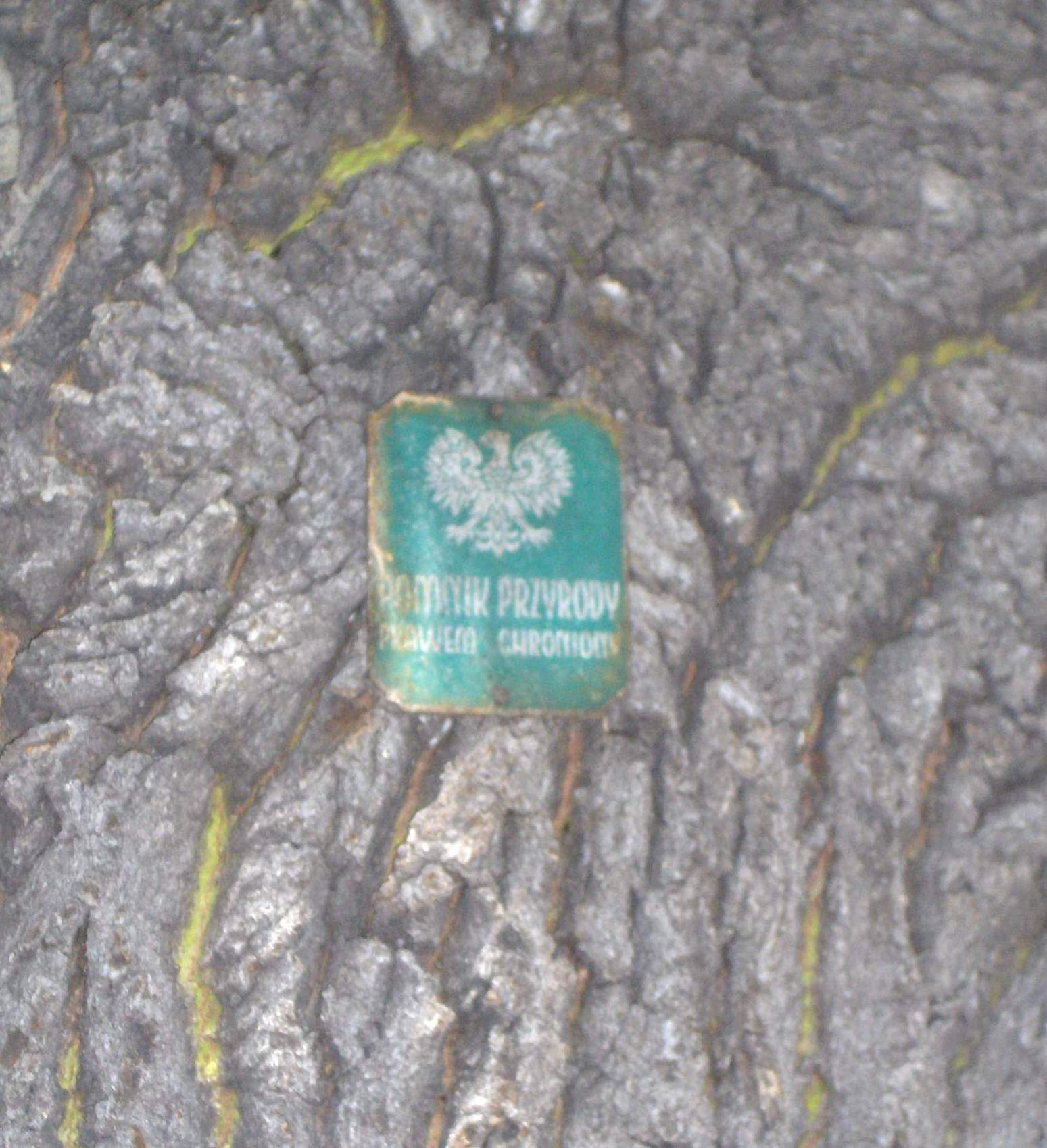
Tabliczka z pomnikowego dębu, rosnącego na słubickim placu